# Мельничук Святослав Васильович
Святослав Васильович Мельничук (нар. 13 вересня 1926, с. Суховерхів, Румунія, нині Кіцманська міська громада, Вижницький район, Чернівецька область — 6 червня 2019, м. Чернівці) — український громадсько-культурний діяч, вояк УПА, засновник та диригент хору «Гомін Буковини», співзасновник товариства Просвіта ім. Т. Шевченка, засновник і голова братства ОУН-УПА на Буковині.

## Життєпис
Святослав Мельничук народився 13 вересня 1926 року в селі Суховерхів тоді Румунії, тепер Кіцманського району Чернівецької області. Батько був священиком, який брав участь в перших визвольних змаганнях в лавах УНР. Навчався у гімназіях міст Кіцмань і Чернівці.
У жовтні 1940 батьки переїхали на Холмщину. Навчався в українській гімназії в м. Сокаль. У 1944 вступив до Української Повстанської Армії (УПА), з вояками пройшов з Хомщини до Буковини. 3 березня 1945 був поранений і арештований. 28 вересня 1945 військовий трибунал НКВС Чернівецької області засудив на 20 років ув'язнення. Перебував у таборах Воркути. У 1956 повернувся на Буковину. Навчався у Чернівецькому музичному училищі, звідки був відрахований, диплом отримав пізніше у Кишиневі.
Помер 6 червня 2019 року в м. Чернівці. Похований на Руському цвинтарі в Чернівцях.

## Кар'єра
У 1961-1969 роках викладав музику і співи у Чернівецькій СШ № 33, 1969-1986 — музичному культосвітньому училищі Чернівців. Для хору «Гомін Буковини» написав обробки пісень на слова Тараса Шевченка: «За байраком байрак…», «Розрита могила», «По діброві вітер віє»; народних: «Закувала зозуленька», «Світи, світи місяченьку», «Гей, там далеко на Волині»; колядок: «Бог предвічний народився», «Нова радість стала», «Тиха ніч».

## Громадська діяльність
- Член правління Чернівецького обласного об'єднання Всеукраїнського товариства української мови «Просвіта» ім. Тараса Шевченка;
- Член обласної ради Братства святого апостола Андрія Первозванного;
- Член обласного Товариства політв'язнів та репресованих;
- Член правління Товариства «Український Народний Дім в Чернівцях».

## Нагороди
- Орден Богдана Хмельницького ІІ ступеня;
- Орден «За мужність» ІІІ ступеня[5];
- Медаль «Будівничий України»;
- Лауреат літературно-мистецької премії імені Сидора Воробкевича;
- Почесна грамота Чернівецької обласної ради[6].